# 延羽卵果蕨
延羽卵果蕨（学名：Phegopteris decursivepinnata）为金星蕨科卵果蕨属下的一个种。